# Découvertes Gallimard
«Découvertes Gallimard» (francès: [dekuvɛʁt ɡalimaːʁ], literalment «Descobriments Gallimard»; publicada a Barcelona com «Biblioteca de bolsillo CLAVES» i «Biblioteca ilustrada», i a Madrid «Aguilar Universal») és una col·lecció enciclopèdica de llibres il·lustrats en format de butxaca sobre una varietat de temes, adreçat a adults i adolescents. Va ser publicada el 21 de novembre de 1986 per Éditions Gallimard amb el primer volum À la recherche de l'Égypte oubliée (lit. «A la recerca de l'Egipte oblidat»), escrit per Jean Vercoutter. La col·lecció actualment conté més de 700 llibres.

## Resum
Cada llibre d'aquesta col·lecció es compon d'una monografia i se centra en un tema particular, tota la sèrie cobreix totes les àrees del coneixement i l'experiència humana: arqueologia, art, ciència, civilització, cultura, estètica, literatura, música, societat, tècnica, religió, memòria dels llocs, etcètera, amb les contribucions de 502 especialistes. Ells generalment utilitzen línies de temps i perspectiva històrica per a descriure un subjecte, per exemple, el volum 142 Barcelone, la passion de la liberté (lit. «Barcelona, la passió de la llibertat») escrit per Pascal Torres Guardiola, aquest llibre narrat en ordre cronològic per presentar la història de Barcelona del segle iii aC fins a l'actualitat. El format de paper A6 (125 × 178 mm) s'utilitza per aquests mini llibres i s'imprimeix en paper cuixé, ricament il·lustrat amb imatges i fotografies que s'extreuen dels recursos patrimonials. Tots els llibres contenen la secció «testimonis i documents», aquí proporcionen la informació documental més detallada, les fonts de totes les il·lustracions, així com els crèdits de les fotos. L'editorial va declarar que volien crear «la més bella col·lecció de butxaca del món» (« la plus belle collection de poche du monde »).

## Crítiques
La revista cultural francesa Télérama ha elogiat la col·lecció: «Els volums de ‹Découvertes Gallimard› prenen el suspens del cinema, tenen l'eficiència del periodisme, el temperament literari és el seu encant, i l'art és la seva bellesa.» L'escriptor britànic Rick Poynor va escriure a la revista Eye Magazine que la col·lecció «és un dels grans projectes de l'edició popular contemporània».